# Solirubrobacter taibaiensis
Solirubrobacter taibaiensis es una especie de bacteria grampositiva del género Solirubrobacter. Fue descrita en el año 2014. Su etimología hace referencia al monte Taibai, China. Es aerobia e inmóvil. Tiene un tamaño de 0,5-0,7 μm de ancho por 1,2-2,1 μm de largo. Catalasa y oxidasa positivas. Forma colonias blancas, lisas, circulares y convexas en agar R2A tras 3 días de incubación. No crece en agar TSA, MA ni MacConkey. Temperatura de crecimiento entre 7-33 °C, óptima de 28-30 °C. Tiene un contenido de G+C de 71,6%. Se ha aislado de la superficie de un tallo de Phytolacca acinosa en China. 